# Cofiroute

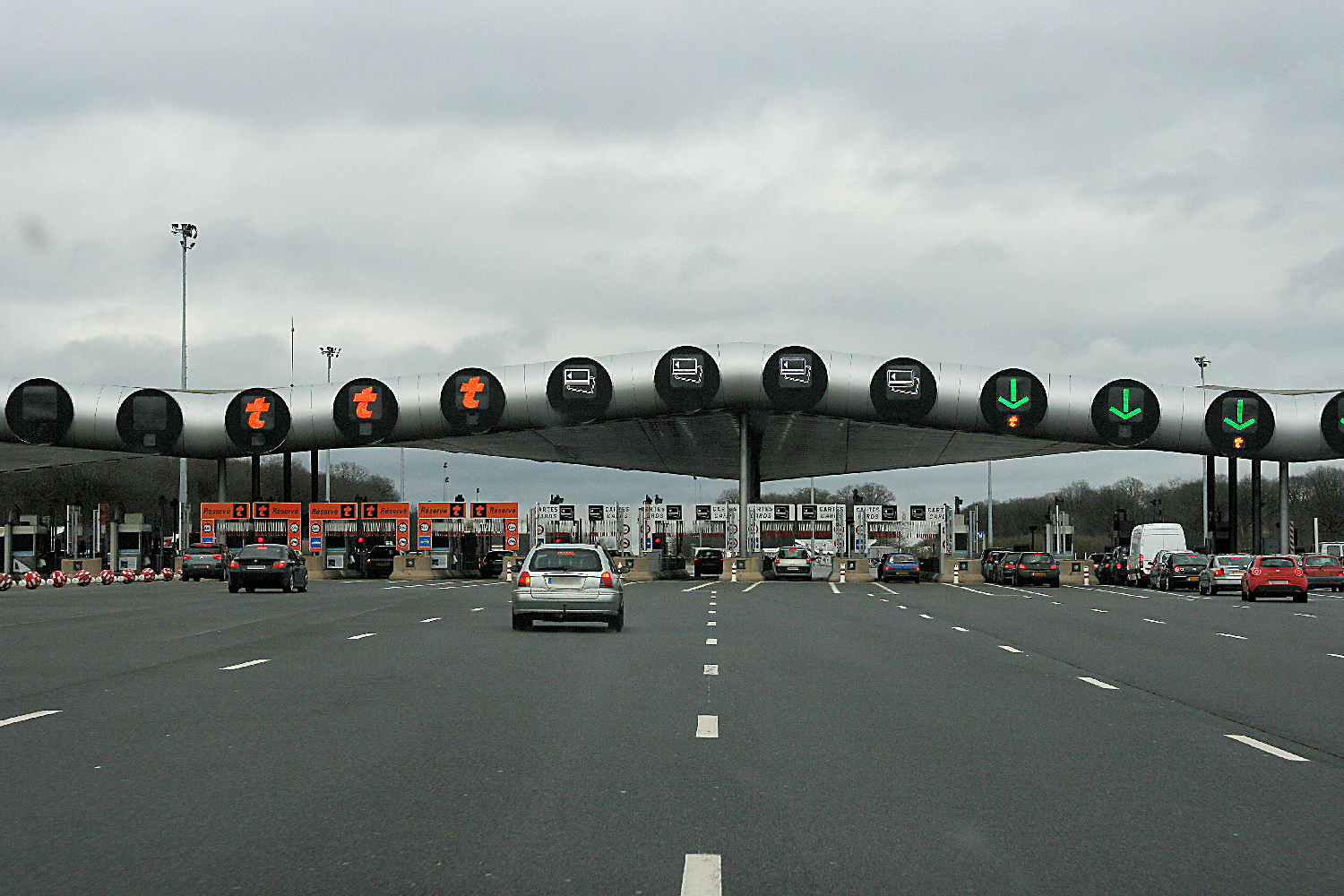
Tolplein van Cofiroute op de A10 in de omgeving van Parijs

Cofiroute (Compagnie Financière et Industrielle des Autoroutes) is een private wegbeheerder in het westen van Frankrijk.
Cofiroute heeft een concessie voor het beheer van een autosnelwegennet met een lengte van 928 kilometer. In ruil daarvoor mag Cofiroute tolheffen. De concessie loopt tot 2034.
Cofiroute heeft een belang van 10% in Toll Collect, de exploitant van het Duitse tolsysteem voor vrachtwagens.
Cofiroute is geheel in private handen. De Franse onderneming VINCI bezit sinds 2013 alle aandelen. Tot 2013 bezat Vinci 83,33% van de aandelen en COLAS (filiaal van de industriële group ´Bouygues) 16,67% van de aandelen. Bij het bedrijf werken bijna 2100 mensen. In 2004 behaalde Cofiroute een omzet van 860 miljoen euro.